# Drzewce (gmina Olszówka)
Drzewce – wieś w Polsce położona w województwie wielkopolskim, jest w powiecie kolskim, w gminie Olszówka.
| SIMC    | Nazwa       | Rodzaj    |
| ------- | ----------- | --------- |
| 0290050 | Stanisławów | część wsi |

Wieś szlachecka położona była w drugiej połowie XVI wieku w powiecie łęczyckim województwa łęczyckiego. Do 1954 roku istniała gmina Drzewce.
W latach 1954–1971 wieś należała i była siedzibą władz gromady Drzewce, po jej zniesieniu w gromadzie Olszówka. W latach 1975–1998 miejscowość należała administracyjnie do województwa konińskiego.